# Central (Papua-Nova Guiné)

Bendeira de Central

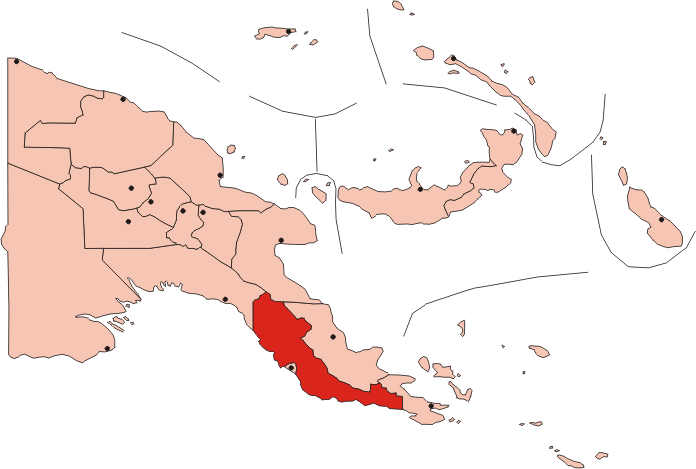
Central

Central é umas das 20 províncias de Papua-Nova Guiné.
- Capital: Port Moresby
- Área: 29.500 km²
- População: 183.983 hab
- Densidade: 0,02 hab/km²